# Sosnowoborsk
Sosnowoborsk (ros. Сосновоборск) – miasto w azjatyckiej części Rosji, w Kraju Krasnojarskim.
Miasto położone na prawym brzegu rzeki Jenisej, 20 km od Krasnojarska. Założone w 1971, od 1985 miasto.